# H2g2 (site web)
Pour les articles homonymes, voir H2G2.
h2g2 (h2g2.com) est une encyclopédie collaborative en ligne rédigée en langue anglaise, créée par l'écrivain britannique Douglas Adams et sa compagnie The Digital Village en avril 1999. Inspirée du livre fictif Le Guide du voyageur galactique de l'univers dont elle tire le nom, son principe est plus ou moins similaire à Wikipédia.
Peu avant la mort de l'écrivain en 2001, h2g2.com est récupéré et hébergé par la BBC. En 2011, la maquette du site est retravaillée, s'accordant davantage avec les autres sites du groupe. Cependant la même année, la BBC annonce une réduction de son budget Web, qui pourrait mener au rachat de h2g2.com. L'encyclopédie est en effet transférée en septembre 2011 vers une nouvelle compagnie, Not Panicking Ltd, créée pour l'occasion par Robbie Stamp, l'ancien président de The Digital Village et producteur délégué du film adapté de Le Guide du voyageur galactique (The Hitchhiker's Guide to the Galaxy). La nouvelle apparence est abandonnée à la migration avant d’être en partie rétablie quelque temps après[Quoi ?].